# Autorità di bacino distrettuale dell'Appennino meridionale

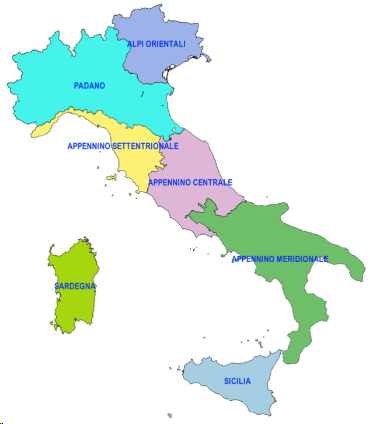
Le 7 Autorità di bacino operanti in Italia; in verde scuro il territorio di competenza dell'Autorità di bacino distrettuale dell'Appennino meridionale

L'Autorità di bacino distrettuale dell'Appennino meridionale è, dal 2016, una delle sette autorità di bacino operanti in Italia.
Il suo territorio di competenza si estende su tutto l'Appennino meridionale, sui territori ad esso adiacenti e su alcune isole minori. Le regioni italiane coinvolte sono sette, quattro delle quali per intero (Basilicata, Calabria, Campania e Puglia) e tre parzialmente (Abruzzo, Lazio e Molise). L'implementazione dell'Autorità di bacino distrettuale dell'Appennino meridionale ha comportato la successiva soppressione (dal 2017) delle numerose Autorità di bacino preesistenti sui medesimi territori: quella nazionale del Liri-Garigliano-Volturno, quelle interregionali del Trigno-Biferno-Saccione-Fortore, del Sele, del Sinni, del Noce, del Lao, del Bradano e dell'Ofanto, nonché quelle regionali della Basilicata, della Calabria, della Campania, del Molise e della Puglia.
La sede amministrativa centrale dell'Autorità di bacino distrettuale dell'Appennino meridionale si trova a Caserta. Le sedi operative territoriali sono collocate ad Avezzano, Catanzaro, Potenza e Valenzano.

## Storia
L'attuale Autorità di Bacino ingloba, di fatto, le competenze delle vecchie Autorità di Bacino Regionali, sub-Regionali, Distrettuali che, a partire dal 1989 (Legge 18.05.1989, n. 183) si sono avvicendate con riferimento a vari e definiti ambiti territoriali di riferimento. L'attuale formulazione fa riferimento ai dettami della Legge 28 dicembre 2015, n. 220 che - riformando il sistema di governance idrica - definisce i distretti idrografici di riferimento per ciascun ambito territoriale cui fa capo una specifica Autorità di Bacino - non a caso - definita distrettuale.
1. ↑   Gazzetta Ufficiale, su www.gazzettaufficiale.it. URL consultato il 26 maggio 2025.